# Nyctemera camerunica
Nyctemera camerunica är en fjärilsart som beskrevs av Embrik Strand 1909. Nyctemera camerunica ingår i släktet Nyctemera och familjen björnspinnare. Inga underarter finns listade i Catalogue of Life.